# AgustaWestland AW139
AgustaWestland AW139 je 15-sedežni dvomotorni večnamenski helikopter italijanskobritanskega podjetja AgustaWestland. Uporablja se za iskanje in reševanje, zračno gašenje požarov, transport opreme in delavcev na naftne ploščadi, VIP transport, policijsko delo, medicinske prevoze, vojaško delovanje, patruliranje morja in humanitarne dejavnosti. Helikopter proizvajao v Italiji, ZDA in v Rusiji pri podjetju HeliVert - skupno podjetje AgustaWestland in Rostvertol.
AW139 so sprva zasnovali Agusta in Bell Helicopters kot Agusta-Bell AB139. Potem, ko je Bell odstopil so spremenili ime v AW139. Od leta 2003, ko je vstopil v uporabo je postal eden izmed najbolj prepoznavnih helikopterjev podjetja  AgustaWestland. Kasneje so razvili vojaško različico AW139M ter dve večji verziji vojaški AW149 in civilni AW189
Leta 1997 je Agusta snovala helikopter za zamenjavo Huey-a. Predvidevali so trg za 900 letal. Leta 1998 so Bell in Agusta skupno sodelovala pri razvoju dveh zrakoplovov: konvencionalni helikopter Bell/Agusta AB139  in tiltrotor (nagibni rotor) Bell/Agusta BA609. Bell je bil glavni pri BA609, Agusta pa pri AB139. 
26. septembra je Bristow Helicopters prvi naročil AW129. Prvič je poletel 3. februarja 2001 v Italiji. Do maja 2005 je AW139 dobil več kot 100 naročil.
Aprila 2008 je AgustaWestland povečala gros težo na 14 991 lb (6 800 kg), da je helikopter bolj uspešno tekmoval s helikopterji z dolgim doletom kot so Sikorsky S-92 and Eurocopter EC225.
Leta 2007 so odprli proizvodno linijo v Philadelphia, ZDA. Do leta 2011 je AgustaWestland proizvajala 90 helikopterjev na leto. Helikopter je generiral okrog 9,5% prihodka družbe leta 2010. Do leta 2013 so proizvedli 720 helikopterjev za 60 strank v 60 državah.

## Tehnične specifikacije AW139
- Posadka: 1 do 2
- Kapaciteta: 15 potnikov
- Dolžina: 16.66 m (54ft 8 in)
- Premer rotorja: 13,80 m (45 ft 3 in)
- Širina: 2,26 m (10 ft 0 in)
- Višina: 3,72 m (12 ft 2 in)
- Površina rotorja: 149,57 m2 (1609,97 ft2)
- Prazna teža: 3 622 kg (7 985 lb)
- Naložena teža: 6 400 kg (14 110 lb)
- Motorji: 2 × Pratt & Whitney Canada PT6C-67C turbogredni, 1 142 kW (1 531 KM) vsak

- Maks. hitrost: 310 km/h (193 mph)
- Potovalna hitrost: 306 km/h
- Dolet: 1 250 km (675 milj)
- Avtonomija: 5 ur in 56 min
- Višina leta (servisna): 6 096 m (20 000 ft)
- Hitrost vzepnjanja: 10,9 m/s (2 140 ft/min)